# Katherena Vermette
Katherena Vermette (Winnipeg, 29 de janeiro de 1977) é uma escritora canadense, que ganhou o prêmio Governor General's Award de poesia em língua inglesa em 2013 por sua poesia North End Love Songs. vermette é descendente de Métis e é originário de Winnipeg, província de Manitoba. Ela era uma estudante MFA em escrita criativa na Universidade da Colúmbia Britânica.
Além de escrever, vermette defende a igualdade dos povos indígenas no Canadá, expressando sua insatisfação com o governo canadense e a apatia e negligência da mídia com os direitos indígenas.

## Primeiros anos
Nascido de pai Métis e mãe menonita, vermette cresceu no North End de Winnipeg, Manitoba, um bairro caracterizado por uma população relativamente alta de indígenas (aproximadamente 25%), principalmente Primeiras Nações e gente Métis. Winnipeg, uma cidade frequentemente destacada por seu alto índice de crimes relatados, atrai ainda mais a atenção negativa de estrangeiros em seu North End por causa de seu grande número de crimes relatados. Em entrevista à Rádio CBC, vermette descreveu sua infância como não sendo "pitoresca", no sentido usual da palavra. Para Vermette, crescer no North End de Winnipeg significava que as coisas nem sempre eram simples e, desde tenra idade, ela testemunhou o tipo de injustiça e preconceito de que os jovens normalmente são poupados. Um exemplo dessa injustiça veio quando uma vermette de catorze anos perdeu seu irmão mais velho, Donovan, de apenas dezoito anos, que estava desaparecido há seis meses antes de ser encontrado morto. vermette afirma que a combinação da pouca idade de Donovan, a circunstância de ele ter estado em um bar com amigos antes de seu desaparecimento e o fato de ele ser indígena Cris significava que seu desaparecimento não recebeu cobertura adequada da mídia. vermette cita a apatia geral demonstrada pelas pessoas de sua comunidade e pela mídia em torno do desaparecimento de seu irmão como sendo o fator que instigou seu próprio senso de injustiça da discriminação contra os povos indígenas pelos colonos canadenses, levando a seu desejo de ativar a mudança.

## Carreira
Katherena vermette é conhecida principalmente por sua poesia, embora também seja escritora de prosa. De seu ponto de vista, a inclinação de vermette pela poesia decorre da fluidez e complexidade dela como meio; combina canto, contação de histórias e até pintura, mas é algo totalmente diferente.

### North End Love Song
O primeiro volume de poesia publicado por Vermette, North End Love Songs, define como uma ode ao lugar onde ela cresceu, North End de Winnipeg, e sua perspectiva íntima sobre um lugar que é desprezado por seus altos níveis de crimes relatados. Na obra, ela descreve seu bairro com respeito à natureza, destacando os animais, as folhagens e os rios que ali convivem. Ao escrever North End Love Songs, vermette procurou substituir as percepções preconceituosas de pessoas de fora do North End pela bela maneira como ela conhece sua comunidade. A coleção retrata uma "garota ou mulher lutando com identidade e lugar", diz Vermette. Esse conflito entre um profundo sentimento simultâneo de afeto e de desafio ao lugar de origem é exatamente o que constitui a ideia de lar, na visão de Vermette.

### "Heart"
Um poema encomendado pela CBC Aboriginal, "Heart" também retrata o North End de Winnipeg do ponto de vista pessoal de Vermette. A autora pretende mudar a narrativa de "that North End", conhecido por estar "quebrado", "cansado", uma "causa perdida" e "derrotado", para a forma como ela o conhece; em vez disso, um lugar que está "curando", "trabalhando", "buscando [por uma causa]" e "subindo". O poema recebe esse nome por ser sobre o North End que, na perspectiva de vermette, é o "coração da nação Métis".

### The Seven Teachings Stories
A série de livros ilustrados infantis de Vermette, The Seven Teachings Stories, foi publicada pela HighWater Press em 2015. Ilustrado por Irene Kuziw, a coleção visa apresentar os Ensinamentos Anishnaabe dos Sete Avôs de uma forma que seja facilmente digerível para os jovens. A série retrata crianças indígenas em um contexto metropolitano, promovendo um senso de representação para grupos indígenas historicamente e continuamente marginalizados, entre aqueles por quem eles são e foram marginalizados. A série compreende sete volumes individuais: The Just Right Gift, Singing Sisters, The First Day, Kode's Quest(ion), Amik Loves School, Misaabe's Stories e What is Truth, Betsy?.

### The Break
Seu romance de estreia, The Break, foi publicado em 2016 e foi finalista do Prêmio Rogers Writers 'Trust Fiction daquele e do Governor General's Award de ficção em língua inglesa. Em novembro de 2017, ganhou o Prêmio Burt de Primeiras Nações, Métis e Literatura Inuit.

### Cinema e mídia digital
Em 2015, ela e Erika MacPherson codirigiram o documentário de 20 minutos do National Film Board of Canada, This River, sobre famílias indígenas canadenses que tiveram que procurar por familiares desaparecidos. Em parte baseado na própria experiência de vermette, o filme recebeu o prêmio francês Coup de coeur du júri de 2016 no Festival de Montreal, e estreou em Winiipeg, cidade natal de Vermette, no dia 5 de outubro pela Winnipeg Art Gallery. Foi eleito o melhor documentário de curta-metragem no 5.º Canadian Screen Awards. A produtora de vermette e NFB, Alicia Smith, também criou um trabalho relacionado no Instagram, What Brings Us Here, uma peça complementar para The River, que oferece retratos de voluntários por trás das equipes de busca de Winnipeg administradas pela comunidade, o Bear Clan e Drag the Red. Smith afirmou que foram as canções de amor do North End de vermette que ajudaram a chamar sua atenção para as perspectivas dos jovens indígenas do North End e a experiência de ter familiares desaparecidos.

### Outros trabalhos
Ela é membro do Aboriginal Writers Collective de Manitoba e revisou a antologia xxx ndn: love and lust in ndn country em 2011.

## Prêmios e reconhecimento
Em 2013, vermette ganhou o Prêmio Literário do Governador Geral de poesia, por sua coleção North End Love Songs, um prêmio que ela chamou de "meta" para a poesia, além de ser "completamente inesperado". Em entrevista à CBC Radio, vermette discutiu ter considerado não aceitar o prêmio, como forma de protestar contra o tratamento do governo canadense às muitas mulheres aborígenes desaparecidas e assassinadas na época e discordar das políticas do governo em geral. Após consideração, vermette decidiu aceitar o prêmio porque as pessoas que votaram em North End Love Songs eram uma coleção de seus colegas literários, tornando-o um reflexo da comunidade de poesia canadense, e não do governo canadense.
Em 2017, vermette ganhou o Amazon.ca First Novel Award por The Break. Sua tradução francesa, Ligne brisée, foi defendida por Naomi Fontaine na edição de 2018 do Le Combat des livres, onde venceu a competição.
Seu romance The Strangers foi o vencedor do Prêmio Atwood Gibson Writers 'Trust Fiction de 2021.

## Ativismo
Além de escrever ela mesma, vermette também trabalha com jovens, condenados ao ostracismo por suas circunstâncias e rotulados como "em risco". Este workshop se concentra em utilizar a escrita como um meio de lidar com as lutas associadas ao crescimento marginalizado por causa daquilo que o torna diferente da maioria. vermette procura promover o desenvolvimento da voz artística dos jovens, através da poesia.
vermette descreveu sua escrita como motivada por um espírito ativista, particularmente nas questões das Primeiras Nações.

## Obras publicadas
- 2012: North End Love Songs - poesia (em inglês)
- 2015: The Seven Teachings Stories - infantil (em inglês)
- 2016: The Break - romance (em inglês)
- 2018: River Woman - poesia (em inglês)
- 2019: The Girl and the Wolf - infantil (em inglês)
- 2021: The Strangers - romance (em inglês)